# John Young (űrhajós)
John Watts Young (San Francisco, 1930. szeptember 24. – Houston, 2018. január 5.) amerikai űrhajós, az amerikai haditengerészet tisztje. Az első ember, aki hatszor jutott el a világűrbe.
A kaliforniai San Franciscóban született és a floridai Orlandóban nőtt fel. 1952-ben repülőmérnökként végzett a Georgia Tech egyetemen. A diploma után azonnal belépett a haditengerészethez. A koreai háború idején, 1953-ig a USS Laws hadihajón teljesített szolgálatot a Japán-tengeren. Később vadászpilóta lett, majd 1959-től tesztpilóta.
1962-ben csatlakozott a NASA-hoz, ahol részt vett a Gemini, az Apollo és a Space Shuttle programban is. Először a Gemini–3 űrhajóval repült 1965-ben Virgil Grissommal. Az Apollo–16 repülésen Charles Duke-kal eljutott a Holdra. Utolsó két repülését az amerikai űrrepülőgéppel végezte. Tartalékszemélyzet tag: Gemini–6A, Apollo–7, Apollo–13, Apollo–17.
1981-ben kitüntették a Kongresszusi Űrhajós Becsületrenddel.
2004. december 31-én, 74 éves korában nyugdíjba vonult. 

## Repülések
(zárójelben a repülés időpontja)
- Gemini–3 (1965. március 23.)
- Gemini–10 (1966. július 18. – 1966. július 21.)
- Apollo–10 (1969. május 18. – 1969. május 26.)
- Apollo–16 (1972. április 16. – 1972. április 22.)
- STS–1 (1981. április 12. – 1981. április 14.)
- STS–9 (1983. november 28. – 1983. december 8.)

### Magyar oldalak
- Nyugdíjazzák a legrégebbi űrhajóst Index

### Külföldi oldalak
- John Young életrajza a NASA honlapján (angol)
- a NASA megemlékező videója (angol)